# Ignaz Manzador
Ignaz Manzador, auch Ignatz Manzador, Ignaz Mansador und Ignaz Mauzador (* 1740; † 21. Juni 1791 in Wien), war ein österreichischer Miniaturmaler.

## Leben
Ignaz Manzador war von etwa 1755 bis 1791 in Wien als Miniaturmaler tätig. Dort wohnte er in der Kirchgasse zu Mariahilf. Durch sein Miniaturbild Tod des Archimedes (Archimedes von Syrakus wird von einem Soldaten ermordet) wurde er am 8. Januar 1770 als Mitglied in die Wiener Akademie aufgenommen. Verzeichnet wurde er auch als Wappenmaler.